# 正解のないクイズ
『正解のないクイズ』（せいかいのないクイズ）は、フジテレビ系列局（一部を除く）で放送されていたクイズ番組である。フジテレビとイーストの共同制作。制作局のフジテレビでは1979年10月5日から1980年6月27日まで、毎週金曜 19:00 - 19:30 （日本標準時）に放送。

## 概要
1つの問題に対して4人のパネラーが意見を述べ、その中から真実だと思う意見を100人の観客が投票し、最多票を獲得した意見が答えとなる方式のクイズ番組。前期にはパネラー4人が票数を稼いでいく方式だったが、後期にはフジテレビが1960年代に放送していた『オリンピックショウ 地上最大のクイズ』のように、観客も生き残りを懸けてクイズに参加する方式に変更された。

## 出演者

### 司会
- 高島忠夫
- 荒木由美子

### 出題者
- 福地泡介

### コントレギュラー
- 青空球児・好児 - 後期に出演。

### レギュラーパネラー
いずれも後期に出演。
- 福地泡介
- 小鳩くるみ
- 谷啓
- （週替わりのゲスト） → 松山政路 → 湯原昌幸

## ルール

### 前期
問題は全7問。
まず出題者の福地泡介が問題を出し、それに対して4人のパネラーが各々の意見を述べる。意見が全て出たら、100人の観客は真実だと思う意見への投票ボタンを押す。最も投票数の多い意見が「正解」となる。
全7問終わったところでパネラー全員の総投票数を発表し、最多票を獲得したパネラーは次週の放送にも出演できた。なお、パネラーが貰える賞金は票数×3,000円。

### 後期
前述のとおり、観客もクイズに参加する方式に変更。問題は全6問。
まず参加者全員が起立。その後、福地が出す問題や球児・好児がコントの後に出す問題に対してパネラーが意見を述べる。意見が全て出たら、観客は真実だと思う意見への投票ボタンを押す。最多票獲得意見に投票した観客は起立したまま次の問題に参加でき、それ以外の意見に投票した観客は失格・着席。ただし、失格者も意見への投票には引き続き参加する。
第5問の時点で残っている観客は、フロントの別席へ移動して投票を継続。全6問終了後に残っていた観客には、賞金10万円を頭割りした額が手渡された。もし観客が最終問題まで持たずに全滅していても、司会の高島が無作為に選んだ1人が復活参加できたが、その一方で「該当者なし」となった回もある。

## 備考
- 司会の荒木は、直後の19:30からテレビ朝日で放送されていた『燃えろアタック』で主演を務めており、同じ金曜19時台に2つの局でレギュラー番組を持っていた。
- 司会の荒木とパネラーの湯原は、番組終了後の1983年に結婚した。
- 当時金曜19:00枠で『誰がカバやねんロックンロールショー』→『チャレンジQ』を放送していた関西テレビでは別の時間帯に放送されていた。